# Marjan Ognjanov
Marjan Ognjanov (Bulgaars: Мариян Огнянов) (Lom, 30 juli 1988) is een Bulgaarse voetballer die bij voorkeur als middenvelder speelt. Hij verruilde in januari 2012 Levski Sofia voor Botev Plovdiv.
Op 27 september 2006 maakte Ognjanov het eerste Bulgaarse doelpunt ooit in de Champions League, in een wedstrijd tegen Chelsea (1-3-verlies).

## Interlandcarrière
Onder leiding van bondscoach Ljoeboslav Penev maakte Ognjanov op 14 augustus 2013 zijn debuut voor de nationale ploeg van Bulgarije, in de vriendschappelijke wedstrijd uit tegen Macedonië (2-0-nederlaag). Hij viel in dat duel na 66 minuten in voor Aleksandar Tonev. Andere debutanten voor Bulgarije in die wedstrijd waren Ventsislav Hristov en Todor Nedelev.

## Statistieken
| Seizoen        | Club                 | Land      | Competitie | Wed. | Goals |
| -------------- | -------------------- | --------- | ---------- | ---- | ----- |
| 2004/05        | Levski Sofia         | Bulgarije | A Grupa    | 5    | 2     |
| 2005/06        | Levski Sofia         | Bulgarije | A Grupa    | 3    | 0     |
| 2006/07        | Levski Sofia         | Bulgarije | A Grupa    | 7    | 1     |
| 2007/08        | Levski Sofia         | Bulgarije | A Grupa    | 11   | 1     |
| 2008/09        | Levski Sofia         | Bulgarije | A Grupa    | 1    | 0     |
| 2008/09        | → Belasitsa Petritsj | Bulgarije | A Grupa    | 13   | 3     |
| 2009/10        | Levski Sofia         | Bulgarije | A Grupa    | 9    | 2     |
| 2010/11        | Levski Sofia         | Bulgarije | A Grupa    | 33   | 2     |
| 2011/12        | Levski Sofia         | Bulgarije | A Grupa    | 5    | 0     |
| 2011/12        | Botev Plovdiv        | Bulgarije | B Grupa    | 10   | 0     |
| 2012/13        | Botev Plovdiv        | Bulgarije | A Grupa    | 28   | 6     |
| 2013/14        | Botev Plovdiv        | Bulgarije | A Grupa    | 27   | 2     |
| 2014/15        | Botev Plovdiv        | Bulgarije | A Grupa    | 22   | 2     |
| Totaal         | Totaal               | Totaal    | Totaal     | ...  | ..    |
| Bijgewerkt tot | 31 maart 2015        |           |            |      |       |